# 波爾迪姆市鎮
波爾迪姆市，是保加利亞的城鎮，位於該國北部，由普列文州負責管轄，首府設於波爾迪姆，面積255平方公里，2009年人口7,114，人口密度每平方公里27.9人。
43°22′N 24°55′E / 43.367°N 24.917°E